# Ніхад Аль-Буші
Ніхад Аль-Буші (араб. نهاد البوشي; нар. 8 березня 1973, Сирія) — сирійський футболіст, півзахисник. Гравець збірної Сирії, брав участь у відбіркових матчах чемпіонату світу 1998 року. Виступав у російському чемпіонаті за клуб «Крила Рад».

## Кар'єра гравця

### Клубна
Взимку 1996 року самарські «Крила Рад» під час зборів у Сирії провели зустріч з місцевою національною командою. Через деякий час тренер «Крил» Олександр Авер'янов запросив гравців сирійської збірної Ніхата Буші і Анаса Махлюфа в свою команду. За даними «Спорт-Експресу», до цього переходу грав у Другому дивізіоні Греції.
У російському чемпіонаті дебютував 17 серпня 1996 року, замінивши на 61 хвилині білоруса Олександра Орєшнікова. За два сезони в самарському клубі зіграв в 13 матчах чемпіонату і трьох зустрічах Кубка Росії.
Пізніше грав за «Аль-Іттіхад» (Алеппо).

### У збірній
У 1995 році брав участь у чемпіонаті світу з футболу серед молодіжних команд, провів за збірну три матчі і забив один гол у ворота збірної Катару. У 1996 році зіграв два матчі на Кубку Азії з футболу проти Китаю і Японії. У відбірковому раунді чемпіонату світу з футболу 1998 року зіграв 5 матчів, в яких забив 4 голи.

## Титули і досягнення
- Переможець Юнацького (U-19) кубка Азії: 1994